# 鈴木禎久
鈴木 禎久（すずき よしひさ）は、作曲家・編曲家、ジャズ・フュージョン・ギタリスト、キーボーディスト。鈴木よしひさ名義でも活動している。

## 概要
鈴木のリーダーバンド・tail windは、鈴木禎久（g）、三木俊雄（ts）、岡田治郎（b）、加納樹麻（ds）をメンバーとする。他にもポリパフォーマンス（ギター、ボイスパーカッション、足鍵盤の同時演奏）では、トロンボーン佐野聡とともに東京マルティオロジーとして活動している。他にも中路英明率いるオバタラセグンドに参加。

## 略歴
大分県出身。大分県立大分雄城台高等学校卒業。幼少時からピアノやエレクトーンを学び、19歳からギターを始める。本多俊之、Monday満ちるらのレコーディングやステージに参加するほか、中路英明オバタラセグンドのギタリストとしてラテンフィールドでも活躍、自身のバンド「パンバニーシャ」としても活動。「ポリパフォーマンス」と自ら称する、ギターと足鍵盤とボイスパーカッションの同時演奏という演奏法を開発、さらにボコーダーやループマシンも交え独自のソロパフォーマンス活動をしている。また、数々のゲーム音楽なども手がけている。

## 作品

### 音楽作品
- 鈴木よしひさ・パンバニーシャ - 2003年4月25日
- プレミアパンバニーシャ - 2004年11月
- tail wind "IN PRAISE OF SHADOWS" - 2019年9月30日

### ゲーム音楽
- パラッパラッパー - 1997年
- ウンジャマ・ラミー - 1999年
- たまごっちのプチプチおみせっち - 2005年
- たまごっちのプチプチおみせっち ごひーきに - 2006年
- たまごっちのプチプチおみせっち みなサンきゅ〜! - 2007年
- メジャマジ・マーチ - 2009年

### アニメ音楽
- スティッチ! - ウォルト・ディズニー・ジャパン、2008年

### 著作
- 「ソロスタイル」で弾く ジャズギター超定番編 - ヤマハミュージックメディア、2006年1月21日
- 「ソロスタイル」で弾く ジャズギター バラード編 - ヤマハミュージックメディア、2006年1月21日
- こころやすらぐソロギター ~ジャズスタンダード~ - ヤマハミュージックメディア、2008年6月26日